# Моллавели
Моллавели (азерб. Mollavəli) — село в Кочахмедлинской административно-территориальной единице Физулинского района Азербайджана, расположенное на склонах Карабахского хребта, в 9 км к югу от города Физули.

## Топонимика
Село изначально называлось Моллавелиляр и было основано поселением здесь ветви племени бойахмедли моллавелиляр. Таким образом, ойконим означает «являющиеся из рода Муллы Вели».

## История
В годы Российской империи село Молла-Велиллу входило в состав Джебраильского уезда Елизаветпольской губернии.
В советские годы село входило в состав Физулинского района Азербайджанской ССР. В результате Первой карабахской войны в августе 1993 года перешло под контроль непризнанной Нагорно-Карабахской Республики.
22 октября 2020 года Президент Азербайджана Ильхам Алиев заявил об «освобождении от оккупации» войсками Азербайджана села Моллавели.

## Население
По данным «Свода статистических данных о населении Закавказского края, извлеченных из посемейных списков 1886 года» в селе Молла-Велиллу Каракеллинского сельского округа Джебраильского уезда Елизаветпольской губернии было 9 дымов и проживало 54 азербайджанца (указаны как «татары»), которые были шиитами по вероисповеданию и крестьянами.
По данным «Кавказского календаря» на 1912 год в селе Молла-Велилу Карягинского уезда проживало 70 человек, в основном азербайджанцев, указанных в календаре как «татары».